# Wydział Elektryczny Politechniki Białostockiej
Wydział Elektryczny to jeden z sześciu wydziałów Politechniki Białostockiej. Wydział Elektryczny jest jednym z dwóch najstarszych wydziałów Politechniki Białostockiej.

## Historia
Początki historii wydziału sięgają powstałej 1 grudnia 1949 Prywatnej Wieczorowej Szkoły Inżynierskiej. W dniu 1 lutego 1950 pierwsi studenci Wydziału Elektrycznego rozpoczęli naukę w systemie wieczorowym na kierunku elektrotechnika. Studia rozpoczęły 63 osoby. W roku akademickim 1964/65 zostały uruchomione na poziomie inżynierskim studia dzienne na Wydziale Elektrycznym, a w 1973/74 był pierwszym rokiem kształcenia na poziomie magisterskim. W dniu 1 października 1991 rozpoczyna się kształcenie studentów na nowym kierunku studiów dziennych – elektronice i telekomunikacji. 
W dniu 30 stycznia 1995 roku Wydział Elektryczny uzyskuje uprawnienia do nadawania stopnia doktora nauk technicznych w dyscyplinie elektrotechnika. W dniu 31 stycznia 2005 roku Wydział Elektryczny, jako pierwszy w Politechnice Białostockiej, uzyskuje uprawnienia do nadawania stopnia doktora habilitowanego nauk technicznych w dyscyplinie elektrotechnika. Od roku akademickiego 2005/06 rozpoczynają się stacjonarne studia doktoranckie, tzn. studia trzeciego stopnia, w dyscyplinie naukowej elektrotechnika. Studia podejmują 24 osoby. W dniu 31 maja 2010 roku Centralna Komisja do spraw Stopni i Tytułów nadała Wydziałowi Elektrycznemu PB uprawnienia do nadawania stopnia naukowego doktora nauk technicznych w dyscyplinie Elektronika.

## Władze
- Dziekan: dr hab. inż. Bogusław Butryło
- Prodziekan ds. Studenckich i Kształcenia: dr inż. Sławomir Kwiećkowski
- Prodziekan ds. Rozwoju i Współpracy: dr inż. Wojciech Trzasko
- Koordynator ds. Programu Erasmus:: dr inż. Jarosław Makal

## Poczet dziekanów
1. mgr inż. Karol Białkowski (1950/51–1967)
2. mgr inż. Jarosław Gierba (1967–1968)
3. doc. dr inż. Henryk Dzierżek (1968–1969)
4. prof. dr hab. inż. Jerzy Niebrzydowski (1971–1979)
5. doc. dr hab. inż. Andrzej Jordan (1980)
6. doc. dr inż. Jan Leszczyński (1981–1984)
7. doc. dr inż. Kazimierz Gołębiowski (1984–1987)
8. prof. dr hab. inż. Jerzy Niebrzydowski (1987–1993)
9. prof. dr hab. inż. Mikołaj Busłowicz (1993–1999)
10. dr hab. inż. Brunon Lejdy, prof. PB (1999–2005)
11. dr hab. inż. Mirosław Świercz, prof. PB (2005–2012)
12. dr hab. inż. Marian Dubowski, prof. PB (2012–2016)
13. dr hab. inż. Mirosław Świercz, prof. PB (2016–2020)
14. dr hab. inż. Bogusław Butryło, prof. PB (2020– )

## Kierunki

### Ekoenergetyka
Studia I stopnia inżynierskie 

### Elektronika i telekomunikacja
Studia I stopnia inżynierskie i II stopnia magisterskie

### Elektrotechnika
Studia I stopnia inżynierskie, II stopnia magisterskie i III stopnia
Uprawnienia do nadawania stopni naukowych
- doktora w dyscyplinie elektrotechnika oraz elektronika
- doktora habilitowanego w dyscyplinie elektrotechnika

## Wykładowcy
Na Wydziale Elektrycznym zatrudnionych jest 105 pracowników naukowo-dydaktycznych i dydaktycznych, którzy działalność naukowo-badawczą oraz dydaktyczną prowadzą w ramach trzech katedr i jednego Instytutu Automatyki, Elektroniki i Elektrotechniki (w tym granty badawcze, prace statutowe, indywidualne projekty badawcze) z zakresu m.in.:
- automatyki i robotyki;
- elektrotechniki, energoelektroniki i elektroenergetyki;
- biocybernetyki, metrologii elektrycznej;
- optyki stosowanej, fotoniki i inżynierii materiałowej;
- elektroniki i techniki świetlnej.